# Erich Siebenschuh
Erich Siebenschuh (* 27. Februar 1936 in Großpeterwitz, Kreis Ratibor, Provinz Oberschlesien) ist ein deutscher Opernsänger.

## Leben und Wirken
Erich Siebenschuh studierte an der Musikhochschule Dresden. Sein Debüt hatte er 1959 an der Staatsoper Dresden, an deren Opernstudio er auch engagiert wurde. Von 1962 bis 1964 war Siebenschuh am Sächsischen Landestheater in Dresden tätig und wechselte anschließend als Mitglied an die Staatsoper nach Ost-Berlin. Er wirkte dort u. a. 1969 an der Uraufführung der Oper Lanzelot und 1968 an der Rundfunkaufnahme der Oper Puntila mit.